# Lué-en-Baugeois
Lué-en-Baugeois és un municipi francès situat al departament de Maine i Loira i a la regió de País del Loira. L'any 2007 tenia 347 habitants.

## Demografia

### Població
El 2007 la població de fet de Lué-en-Baugeois era de 347 persones. Hi havia 130 famílies de les quals 24 eren unipersonals (16 homes vivint sols i 8 dones vivint soles), 41 parelles sense fills, 53 parelles amb fills i 12 famílies monoparentals amb fills.
La població ha evolucionat segons el següent gràfic:
Habitants censats

### Habitatges
El 2007 hi havia 149 habitatges, 129 eren l'habitatge principal de la família, 11 eren segones residències i 9 estaven desocupats. 145 eren cases i 3 eren apartaments. Dels 129 habitatges principals, 84 estaven ocupats pels seus propietaris, 44 estaven llogats i ocupats pels llogaters i 1 estava cedit a títol gratuït; 2 tenien dues cambres, 18 en tenien tres, 38 en tenien quatre i 71 en tenien cinc o més. 109 habitatges disposaven pel capbaix d'una plaça de pàrquing. A 46 habitatges hi havia un automòbil i a 79 n'hi havia dos o més.

### Piràmide de població
La piràmide de població per edats i sexe el 2009 era:
| Homes | Edats   | Dones |
| ----- | ------- | ----- |
| 0     | 95 o +  | 0     |
| 0     | 90 a 94 | 0     |
| 0     | 85 a 89 | 0     |
| 8     | 80 a 84 | 0     |
| 0     | 75 a 79 | 8     |
| 8     | 70 a 74 | 8     |
| 0     | 65 a 69 | 0     |
| 12    | 60 a 64 | 4     |
| 0     | 55 a 59 | 8     |
| 28    | 50 a 54 | 16    |
| 4     | 45 a 49 | 8     |
| 4     | 40 a 44 | 4     |
| 12    | 35 a 39 | 12    |
| 8     | 30 a 34 | 12    |
| 12    | 25 a 29 | 12    |
| 20    | 20 a 24 | 4     |
| 8     | 15 a 19 | 0     |
| 12    | 10 a 14 | 8     |
| 24    | 5 a 9   | 8     |
| 0     | 0 a 4   | 24    |

## Economia
El 2007 la població en edat de treballar era de 215 persones, 159 eren actives i 56 eren inactives. De les 159 persones actives 149 estaven ocupades (78 homes i 71 dones) i 10 estaven aturades (6 homes i 4 dones). De les 56 persones inactives 21 estaven jubilades, 21 estaven estudiant i 14 estaven classificades com a «altres inactius».

### Ingressos
El 2009 a Lué-en-Baugeois hi havia 129 unitats fiscals que integraven 350 persones, la mediana anual d'ingressos fiscals per persona era de 17.020 €.

### Activitats econòmiques
Dels 9 establiments que hi havia el 2007, 1 era d'una empresa de fabricació d'altres productes industrials, 3 d'empreses de construcció, 3 d'empreses de comerç i reparació d'automòbils, 1 d'una empresa d'hostatgeria i restauració i 1 d'una empresa financera.
Dels 3 establiments de servei als particulars que hi havia el 2009, 1 era un guixaire pintor, 1 fusteria i 1 restaurant.
L'any 2000 a Lué-en-Baugeois hi havia 5 explotacions agrícoles.

## Poblacions més properes
El següent diagrama mostra les poblacions més properes.